# Société nationale des pétroles de Guinée
Pour les articles homonymes, voir SNP.
La Société Nationale des Pétroles de Guinée ou SNP est une compagnie pétrolière d’État qui gère les ressources pétrolières et gazières de la république de Guinée. Elle est dirigée par Lanciné Condé.
La firme est la propriété exclusive de l'État guinéen depuis sa création dans les années 1990.

## Histoire
La SNP créée en 2023, est née de la fusion de l’ONAP (administration pétrolière) et de la SONIP (Société Nationale en charge de l’importation des produits pétroliers).
Elle demeure depuis sa création, la seule entreprise publique guinéenne exerçant le monopole d’importation des produits pétroliers. 
| N° | Nom et prénoms   | début            | fin              |
| -- | ---------------- | ---------------- | ---------------- |
|    | Amadou Doumbouya |                  |                  |
|    | Moussa Cissé     | 19 avril 2024    | 11 novembre 2023 |
|    | Lanciné Condé    | 11 novembre 2023 | En cours         |